# Ricky Rebel
Ricky Godinez, conhecido por seu nome artístico Ricky Rebel (nascido em 2 de dezembro de 1980), é um cantor e compositor americano, dançarino, músico e artista de gravação.
Politicamente, Rebel é conhecido por ser pró Donald Trump e defender os direitos LGBT.

## Vida pregressa
Rebel nasceu em Upland,Califórnia. Ele começou a treinar como ginasta aos 7 anos de idade e ficou em 15º no estado da Califórnia aos 11 anos. Rebel começou a treinar estilos clássicos de balé e dança de jazz por volta dos 11 anos. Rebel imediatamente entrou em competições de dança nos níveis regional e nacionais. Após alguns anos de dança competitiva, Rebel começou a atuar e se apresentou em musicais como Annie (1991), Oliver! (1992) e Phantom (1994).
Em Los Angeles, ele começou a treinar com os treinadores vocais Eric Vetro, Seth Riggs e Mara Buyugalova e coreógrafos como Marguerite Derricks. Debbie Allen escalou Rebel no papel principal de Pepito's Story, que estreou no Kennedy Center.

## Carreira

### 1996-2002
Em 1996, Rebel começou a trabalhar com a banda No Authority como vocalista principal. No Authority foi descoberto por um representante da A&R da Sony Records e, posteriormente, assinou contrato com a gravadora de Michael Jackson, MJJ Music, uma gravadora personalizada da Sony.
Em 1997, No Authority lançou seu primeiro álbum "Keep On", produzido por Rodney Jerkins. O single "Girlfriend" apareceu na trilha sonora original do Trippin. No Authority visitou a Europa duas vezes durante esse período e abriu para Aaron Carter no Kids Go Music Festival. O grupo também viajou para o Canadá para se apresentar no concerto YTV Psyko Blast. Em 1999, Rebel foi destaque no comercial da Pepsi "Joy of Cola", estrelado por Aretha Franklin.
Depois que os representantes da A&R obtiveram uma cópia do segundo álbum do No Authority, o grupo foi posteriormente assinado com a gravadora de Madonna, Maverick Records. Enquanto assinava contrato com a Maverick Records, o grupo lançou seu primeiro single "What I Wanna Do", produzido por Herbie Crichlow, a partir de seu álbum auto-intitulado No Authority. O próximo single, "Posso obter seu número "Can I Get Your Number (A Girl Like You)", chegou ao número 18 nas paradas da Billboard e seu terceiro single, "I'm Telling You This", foi usado no filme Rugrats, em Paris, que tornou-se um registro certificado de ouro. O grupo fez uma turnê e se apresentou com Britney Spears, Destiny's Child, 98 Degrees, Jessica Simpson, e o All That! Music and More Festival, depois de aparecer em um episódio do programa da Nickelodeon All That!.

### 2003–2010
Durante o período entre deixar No Authority e o início de sua nova identidade como Ricky Rebel, Rebel continuou a se apresentar no palco em shows como Aida. Rebel ficou conhecido como "Ricky Harlow" em 2004, quando assumiu o papel de vocalista principal da banda Harlow. Enquanto trabalhava com Harlow, Rebel produziu um álbum com Jay Baumgardner. Depois de se apresentar no sul da Califórnia com Harlow, o grupo se separou em 2009, quando Rebel encontrou uma forte censura de seu gerente/produtor e da indústria fonográfica em geral sobre o desejo de Rebel de ser um músico abertamente gay e ansiando por produzir sua própria marca de dança. música pop desde seus dias em No Authority.
Em 2010, Rebel foi escalado para dois dos videoclipes oficiais do My Chemical Romance "Na Na Na" e "Sing", onde ele interpretou um personagem andrógino de patinação chamado "Show Pony". Ele abriu o My Chemical Romance para a festa de lançamento do CD na House of Blues, em Hollywood.
Desde 2010, Rebel atua como artista solo. Rebel fez uma aparição no Audrina do VH1 em 2011.
Em 2012, Rebel ganhou o prêmio RAWards Musician of Year, onde estreou seu primeiro grande single "Geisha Dance". Também em 2012, Rebel lançou seu primeiro álbum "Manipulator".
Em 2014, Rebel colaborou com Claudio Cueni e lançou seu segundo EP, o Blue Album. Desde 2014, Rebel tem contribuído regularmente para a divulgação da "Fashion Police" da <i id="mwWw">US Weekly</i>.
Em 2015, ele apareceu no Fox 5 San Diego para apresentar seu novo single "Star" de seu álbum The Blue Album. No final de 2015, Rebel garantiu um contrato de patrocínio com a empresa de cosméticos Mustaev USA e, posteriormente, produziu o videoclipe de seu mais recente single, "Boys and Sometimes Girls", dirigido por Rock Jacobs.
Como parte de seu compromisso com o avanço dos direitos dos gays nos Estados Unidos, Rebel se apresentou nos festivais de 2014, 2015 e 2016 "Out at the Fair" na The San Diego County Fair. Rebel também se apresentou em festivais Orgulho Gay em grandes cidades como Phoenix, Long Beach, Orange County, Palm Springs, San Diego, e Las Vegas. Além disso, em 2015, Rebel se apresentou nos festivais Matinee em Las Vegas e San Diego.
Ele se apresentou no 2016 "Get Out! Awards" na cidade de Nova York. Mais tarde, em 2016, Rebel fez uma turnê com a boyband O-Town. Desde 2015, Rebel trabalha com o DJ Hector Fonseca, Casey Alva e Tommy Love para remixar suas músicas "Star" e "Boys and Sometimes Girls".
Em 2017, "Boys & Sometimes Girls" passou 9 semanas na parada de músicas da Billboard Dance Club e chegou ao 28º lugar. Rebel se apresentou no 2017 SXSW (South by Southwest) Festival em Austin, Texas. Rebel também se apresentou em um evento de caridade no Festival de Cannes.

## Ideologia política
No 61º Grammy Awards, Rebel usava uma jaqueta pró- Donald Trump. Ele afirmou: "Estou refletindo milhões de americanos por aí que votaram em Trump. Mantenha a América grande. Está certo, querido. Estamos aqui. Estamos aqui em todo o mundo, 50 milhões de nós. Meu nome é Ricky Rebel e sou um reflexo da América." Desde então, Rebel tentou aparecer com o comentarista político e orador público Milo Yiannopoulos em um concerto em Honolulu, mas o evento foi cancelado pelo local quando souberam das declarações controversas de Milo Yiannopoulus e da alegada defesa da pedofilia.

## Discografia

### Álbuns
| Álbum          | Detalhes do álbum                                                  | Melhores posições nas tabelas |
| Álbum          | Detalhes do álbum                                                  | US Dance Club                 |
| -------------- | ------------------------------------------------------------------ | ----------------------------- |
| Manipulator    | - Lançamento: 2012 - Formatos: CD, digital download, streaming     | —                             |
| The Blue Album | - Lançamento: 2014 - Formatos: CD, digital download, streaming     | —                             |
| The New Alpha  | - Lançamento: 2017 - Formatos: CD, LP, digital download, streaming | —                             |
| American Rebel | - Lançamento: 2020 - Formatos: CD, digital download, streaming     | TBA                           |

### Singles
| Título                                | Ano  | Melhores posições nas tabelas | Álbum          | Visualizações no Youtube |
| Título                                | Ano  | US Dance Club                 | Álbum          | Visualizações no Youtube |
| ------------------------------------- | ---- | ----------------------------- | -------------- | ------------------------ |
| "Manipulator"                         | 2011 | —                             | Manipulator    | 36k                      |
| "Geisha Dance"                        | 2013 | —                             | Manipulator    | 141k                     |
| "Savior"                              | 2015 | —                             | The Blue Album | 53k                      |
| "Star"                                | 2015 | —                             | The Blue Album | 135k                     |
| "Boys & Sometimes Girls"              | 2016 | 28                            | The Blue Album | 287k                     |
| "If You Were My Baby"                 | 2017 | 40                            | The New Alpha  | 57k                      |
| "Time"                                | 2017 | —                             | The New Alpha  | 127k                     |
| "The New Alpha"                       | 2018 | —                             | The New Alpha  | 40k                      |
| "Life Is a Runaway (feat. Vivacious)" | 2018 | —                             | The New Alpha  | 5k                       |
| "Magic Carpet"                        | 2019 | —                             | The New Alpha  | 121k                     |
| "Sheep"                               | 2019 | —                             | The New Alpha  | 108k                     |
| "American Rebel"                      | 2020 | —                             | American Rebel | 40k                      |
| "MAGA"                                | 2020 | —                             | Sem álbum      | 272k                     |